# 巴特贝尔特里希
巴特贝尔特里希是德国莱茵兰-普法尔茨州的一个市镇。总面积8.71平方公里，总人口974人，其中男性445人，女性529人（2011年12月31日），人口密度112人/平方公里。